# 3369 Freuchen
3369 Freuchen eller 1985 UZ är en asteroid i huvudbältet som upptäcktes den 18 oktober 1985 av de danska astronomerna Karl Augustesen och Poul Jensen vid Brorfelde-observatoriet. Den är uppkallad efter den danske författaren Peter Freuchen.
Asteroiden har en diameter på ungefär 23 kilometer och den tillhör asteroidgruppen Emma.